# Венёвское духовное училище
Венёвское духо́вное учи́лище — начальное учебное заведение Тульской епархии Русской Православной Церкви, располагавшееся в Венёве. До 1918 года оставалось самым крупных учебным заведением в уезде, соответствуя уровню мужской гимназии.

## История

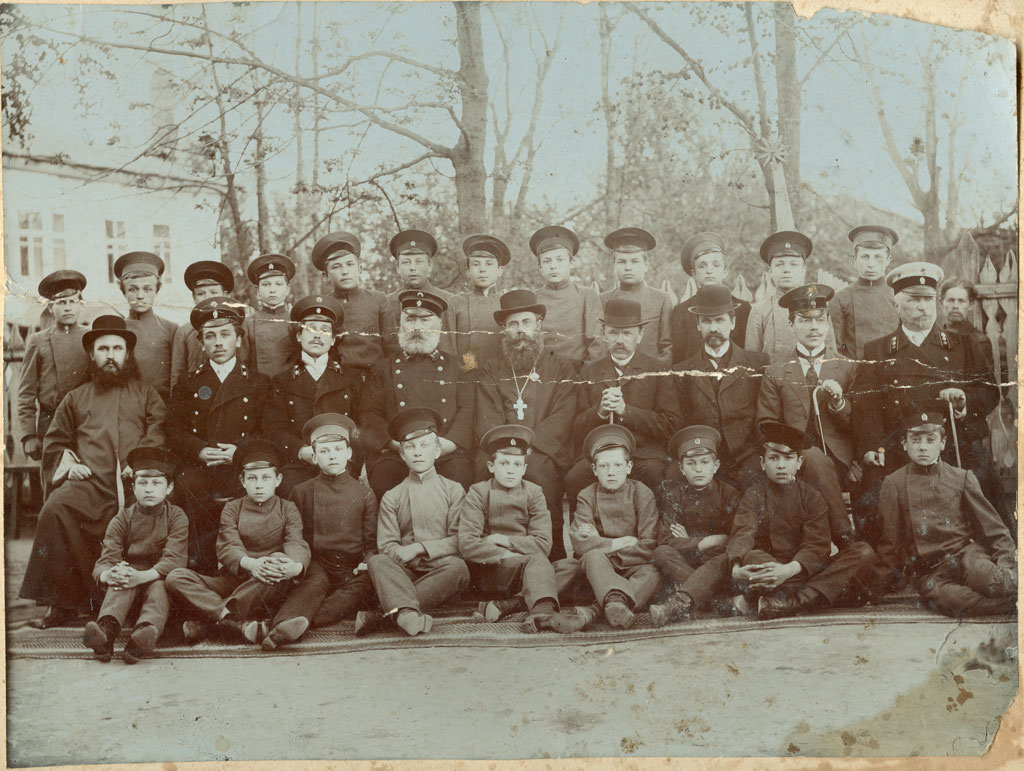
Выпуск училища 1912 года

В 1815 году было открыто Епифанское духовное училище, ставшее территориальным учебным центром для Каширского, Венёвского и Епифанского уездов, но с самого начала остро стоял вопрос с помещениями училища.
К середине 1830-х годов была собрана необходимая сумма для приобретения отдельного здания для учебного заведения и в то же время городской голова г. Венёва Иван Алексеевич Калетин предложил уступить для училища свой одноэтажный дом. В это связи в 1837 году училище переехало в Венёв, где с 1838 года начало свою деятельность.
С 1853 по 1855 годы училище было временно закрыто, вероятно, в связи с ремонтом здания. Ученики были переведены в Тульское духовное училище.
С 1888 по 1890 годы был построен новый корпус духовного училища. После расширения в училище смогли обучаться около 120 человек. Открылся медицинский приемный покой, где долгое время работал врач уездной земской больницы Н. Н. Соболев.
На втором этаже нового корпуса на средства московской купчихи Парасковьи Ильиничны Медынцевой была устроена домовая церковь в честь св. Кирилла и Мефодия.
В 1860-х годах должность «Почетного блюстителя» (попечителя) занимал купец Ефим Григорьевич Махотин, а в 1888—1902 годах — купец Василий Иванович Марков.
В Венёвское духовное училище принимали детей церковнослужителей из Венёвского и соседнего Каширского уездов с целью начального образования по программе, соответствующей трём младшим классам классической гимназии, и подготовки их для поступления в Духовную семинарию. Принимались дети с 8 лет. Обучение длилось четыре года, по окончании которых, для обучения в 5 и 6 классе приходилось переезжать в другие города, обычно это были Белёв или Ефремов. Полная плата в 1912 году составляла 75 рублей в год. Дети священнослужителей оплачивали эту сумму частично. При нехватке средств у родителей, они могли ходатайствовать об обучении за казённый счёт. Помимо детей духовенства, здесь обучались дети зажиточных крестьян, сельских учителей и даже мелких помещиков. Городские дети заканчивали не духовное, а городское училище.
В 1915—1917 годах в училище был развернут лазарет Всероссийского союза городов на 200 коек, принимавший раненых с фронта. Согласно плану эвакуации в духовном училище разместилось «Паневежское реальное училище», прибывшее из города Паневежис Ковенской губернии.
В 1918 году Венёвское духовное училище было закрыто. В здании разместилась девятилетняя школа.
С 1930 года учебное заведение получило название «Школа колхозной молодежи», а с 1932 года — общеобразовательная школа имени А. М. Горького.
В 1977 году Веневская средняя школа № 1 переехала в новое здание на ул. Белова, а в помещениях бывшего училища после капитального ремонта обосновалось производство искусственных алмазов.

## Смотрители
- 1838 — Петр Иванович Любомудров (исправляющий должность)[3]
- 1838—1864 — Даниил Герасимович Гедеонов, первый венёвский краевед, членом Императорского Археологического общества
- 1882—1883 — Николай Владимирович Покровский[4]

## Выпускники
- Владимирский-Буданов Михаил Флегонтович (1838—1916), доктор русской истории
- Троицкий Николай Иванович (1851—1920) богослов, археолог
- Агафангел (Преображенский) (1854—1928) митрополит
- Лаврентий (Князев) (1877—1918), епископ